# Portel
Portel és un municipi portuguès, situat al districte d'Évora, a la regió d'Alentejo i a la subregió de l'Alentejo Central. L'any 2004 tenia 7.078 habitants. Limita al nord amb Évora, a l'est amb Reguengos de Monsaraz, al sud-est amb Moura, al sud amb Vidigueira, al sud-oest amb Cuba i a l'oest amb Viana do Alentejo.

## Freguesies
- Alqueva
- Amieira
- Monte do Trigo
- Oriola
- Portel
- Santana
- São Bartolomeu do Outeiro
- Vera Cruz

## Població
| Població del concelho de Portel (1801 – 2004) | Població del concelho de Portel (1801 – 2004) | Població del concelho de Portel (1801 – 2004) | Població del concelho de Portel (1801 – 2004) | Població del concelho de Portel (1801 – 2004) | Població del concelho de Portel (1801 – 2004) | Població del concelho de Portel (1801 – 2004) | Població del concelho de Portel (1801 – 2004) | Població del concelho de Portel (1801 – 2004) |
| --------------------------------------------- | --------------------------------------------- | --------------------------------------------- | --------------------------------------------- | --------------------------------------------- | --------------------------------------------- | --------------------------------------------- | --------------------------------------------- | --------------------------------------------- |
| 1801                                          | 1849                                          | 1900                                          | 1930                                          | 1960                                          | 1981                                          | 1991                                          | 2001                                          | 2004                                          |
| 4698                                          | 5673                                          | 8095                                          | 10491                                         | 11627                                         | 8306                                          | 7525                                          | 7109                                          | 7078                                          |